# Promachus rectangularis
Promachus rectangularis är en tvåvingeart som beskrevs av Friedrich Hermann Loew 1854. Promachus rectangularis ingår i släktet Promachus och familjen rovflugor. Inga underarter finns listade i Catalogue of Life.